# Equatoria
Equatoria er den sydligste region i Sydsudan, langs den øvre del af Den Hvide Nil og grænsen mellem Sydsudan, Uganda, Kenya og Den Demokratiske Republik Congo. Den nationale hovedstad Juba, der også er den største by i Sydsudan, ligger i Equatoria. Oprindeligt var den en provins i det anglo-egyptiske Sudan, og indeholdt også størstedelen af de nordlige dele af det nuværende Uganda, herunder Albertsøen og Vestnilen. Det var et idealistisk forsøg på at skabe en modelstat i det indre af Afrika, der aldrig bestod af mere end en håndfuld eventyrere og soldater i isolerede forposter.
Equatoria blev grundlagt af Samuel Baker (en) i 1870. Charles George Gordon overtog guvernørposten i 1874, efterfulgt af Emin Pasha i 1878. Mahdistoprøret satte en stopper for Equatoria som en egyptisk forpost i 1889.  Vigtige byer i Equatoria omfattede Lado, Gondokoro, Dufile og Wadelai.
Under anglo-egyptisk styre blev det meste af Equatoria en af de otte oprindelige provinser i Sudan. Regionen Bahr el Ghazal blev skilt fra Equatoria i 1948. I 1976 blev Equatoria yderligere opdelt i provinserne Eastern- og Western Equatoria. 
Regionen har været plaget af vold under både de sudanesiske borgerkrige, såvel som de anti-ugandiske oprør med base i Sudan, såsom Lord's Resistance Army (en) og West Nile Bank Front (en).

## Geografi

### Administrativ inddeling
Ækvatoria består af følgende delstater :
- Centralækvatoria
- Eastern Equatoria
- Western Equatoria

Mellem oktober 2015 og februar 2020 bestod Equatoria af følgende stater:
- Amadidelstaten
- Gbudwedelstaten
- Marididelstaten
- Tamburadelstaten
- Imatongdelstaten
- Toritdelstaten
- Kapoetadelstaten
- Jubekdelstaten
- Terekekadelstaten
- Yeifloden (delstat)

## Folk
Befolkningen i Equatoria er traditionelt bønder eller nomader, og der er adskillige etniske grupper. Følgende stammer bebor de tre stater i Equatoria: Acholi, Avukaya, Baka, Balanda, Bari, Didinga, Kakwa, Keliko, Kuku, Lango, Lokoya, Narim, Lopit, Lugbwara, Lulubo, Madi, Makaraka eller Adio, Moru, Mundari, Mundu, Nyangwara, Otuho, Pari, Pojulu, Tenet, Toposa og Azande. En del af disse stammer, som Bari, Pojulu, Kuku, Kakwa, Mundari og Nyangwara, deler et fælles sprog, mens deres accenter og nogle adjektiver og navneord varierer; det samme gælder for Keliko, Moru og Madi.

## Kultur
På grund af mange års borgerkrig er den equatorianske kultur stærkt påvirket af landene rundt omkring Equatoria, og de lande der har væet vært for ækvatorianere. Mange ækvatorianere flygtede til Etiopien, Kenya, Uganda, Den Demokratiske Republik Congo, Den Centralafrikanske Republik, Sudan, USA, Canada, Storbritannien, Australien og Europa, hvor de interagerede med indbyggerne og lærte deres sprog og kultur. De fleste af dem, der blev i landet eller tog nordpå til Sudan og Egypten, assimilerede i høj grad arabisk kultur.